# William Kvist
William Kvist Jørgensen (Rønde, 24 februari 1985) is een Deens voormalig betaald voetballer die doorgaans in de verdediging of als verdedigende middenvelder speelde. Hij was actief van 2005 tot en met 2019, waarvan elf jaar voor FC Kopenhagen. Kvist was van 2007 tot en met 2018 international in het Deens voetbalelftal, waarvoor hij 81 interlands speelde en twee keer scoorde.

## Clubcarrière
Kvist debuteerde in het seizoen 2004/05 voor FC Kopenhagen in het betaald voetbal, nadat hij bij het in die club opgegane Kjøbenhavns Boldklub de jeugdopleiding doorliep. Hij werd met FC Kopenhagen Deens landskampioen in de seizoenen 2005/06, 2006/07, 2008/09 2009/10 en 2010/11. In het seizoen 2008/09 won hij met de club ook de nationale beker. In de finale tegen Aalborg BK maakte hij zelf het enige doelpunt van de wedstrijd. Kvist verruilde FC Kopenhagen na zeven seizoenen voor VfB Stuttgart. Hij speelde daarna ook voor Fulham en Wigan Athletic. Daarna keerde hij terug naar eigen land voor nog vier seizoenen bij FC Kopenhagen.

## Clubstatistieken
| Seizoen | Club           | Competitie     | Wedstrijden | Doelpunten |
| ------- | -------------- | -------------- | ----------- | ---------- |
| 2004/05 | FC Kopenhagen  | Superligaen    | 1           | 0          |
| 2005/06 | FC Kopenhagen  | Superligaen    | 21          | 0          |
| 2006/07 | FC Kopenhagen  | Superligaen    | 32          | 2          |
| 2007/08 | FC Kopenhagen  | Superligaen    | 32          | 0          |
| 2008/09 | FC Kopenhagen  | Superligaen    | 29          | 4          |
| 2009/10 | FC Kopenhagen  | Superligaen    | 33          | 2          |
| 2010/11 | FC Kopenhagen  | Superligaen    | 33          | 0          |
| 2011/12 | VfB Stuttgart  | Bundesliga     | 33          | 0          |
| 2012/13 | VfB Stuttgart  | Bundesliga     | 23          | 0          |
| 2013/14 | VfB Stuttgart  | Bundesliga     | 12          | 0          |
| 2013/14 | → Fulham       | Premier League | 8           | 0          |
| 2014/15 | Wigan Athletic | Championship   | 26          | 0          |
| 2015/16 | FC Kopenhagen  | Superligaen    | 30          | 1          |
| 2016/17 | FC Kopenhagen  | Superligaen    | 30          | 0          |
| 2017/18 | FC Kopenhagen  | Superligaen    | 28          | 0          |
| 2018/19 | FC Kopenhagen  | Superligaen    | 16          | 0          |

## Interlandcarrière
Kvist debuteerde in 2007 in het Deens voetbalelftal, in een kwalificatiewedstrijd voor het EK 2008 thuis tegen IJsland. Bondscoach Morten Olsen nam hem als een van zijn 23-spelers met de Deense ploeg mee naar het WK 2010, zijn eerste eindtoernooi. Hij kwam daarop niet in actie. Dat deed hij wel op het EK 2012 in Polen en Oekraïne, waar de selectie van Olsen in de groepsfase werd uitgeschakeld. Op de 1-0-overwinning op Nederland volgden nederlagen tegen Portugal (2-3) en Duitsland (1-2), waardoor de Denen als derde eindigden in groep B. Hij was hij in alle drie de groepswedstrijden basisspeler. Kvist maakte tevens deel uit van de Deense selectie op het WK 2018 in Rusland. Daar liep hij in de eerste wedstrijd, gespeeld op zaterdag 16 juni, tegen Peru (1-0 overwinning) een ribblessure op. Kvist raakte geblesseerd bij een luchtduel met Jefferson Farfán en verliet per brancard het veld. Naderhand bleek er sprake van een gebroken rib, waardoor hij voortijdig naar huis moest. Dit bleek achteraf het einde van zijn interlandcarrière.

## Erelijst
FC Kopenhagen
- Deens landskampioen

2005/06, 2006/07, 2008/09, 2009/10, 2010/11, 2015/16, 2016/17, 2018/19
- Deense voetbalbeker

2008/09, 2015/16, 2016/17
Individueel
- Deens voetballer van het jaar

2010, 2011